# Filatelia della repubblica d'Ucraina (foglietti)
 Emissioni postali di servizio:  blocchi-foglietto dell'Ucraina.

## 1992
- 1ª Esposizione filatelica nazionale - 25° della Società Filarmonica Ucraina (1 valore) (21-8)
- Vincitori nazionali alle Olimpiadi di Barcellona (Spagna) (1 valore) (14-12)

## 1994
- Giornata dell'indipendenza (1 valore) (3-9)
- 160° dell'Università di Kiev (1 valore) (24-9)

## 1996
- Vincitori nazionali alle Olimpiadi invernali di Lillehammer (Norvegia) (1 valore) (13-1)
- Olimpiadi - Atlanta (USA) (1 valore) (19-7)

## 1997
- Europa: storia e leggende (1 valore) (6-5)
- Medaglie (1 valore) (20-8)
- Animali selvatici (1 valore) (30-12)

## 1998
- Monetazione nazionale (1 valore) (8-5)
- 100° del Parco Nazionale di Askanija Nova (1 valore) (16-5)
- Quadro "Madonna con Bambino e Santi" di scuola italiana del XVI secolo (1 valore) (20-6)
- 100° del Politecnico di Kiev (1 valore) (27-6)
- 350° dell'inizio della guerra di liberazione condotta dal'atamano Bohdan Chmel'nyc'kyj (1 valore) (25-7)

## 1999
- Jaroslav il Saggio (1 valore) (2-7)
- Ordini e decorazioni nazionali (1 valore) (17-8)
- Anno internazionale degli anziani (1 valore) (4-9)
- Banca Nazionale dell'Ucraina (1 valore) (28-9)
- Il futuro visto dai bambini (1 valore) (30-11)
- Funghi (1 valore) (15-12)
- Fondo Zoogeografico Ucraino (1 valore) (28-12)

## 2000
- 2000° nascita di Gesù Cristo (1 valore) (5-1)
- Teatri dell'Opera Nazionale (1 valore) (29-1)
- Il vangelo degli Apostoli del XVI secolo (1 valore) (8-2)
- Pasqua: uova dipinte (1 valore) (28-4)
- Manifestazioni filateliche intern. (1 valore) (20-5)
- Antichi simboli del potere (1 valore) (8-9)
- Parco Nazionale dei Carpazi (1 valore) (15-9)
- Flora (1 valore) (6-10)
- Principe Volodymyr il Grande (1 valore) (15-12)

## 2001
- 800° nascita del principe Danilo Romanovič (1 valore) (1-2)
- Apicoltura (1 valore) (22-5)
- 950º anniversario della Cattedrale di Pečers'k a Kiev (1 valore) (15-5)
- Museo d'arte Bohdan e Varvara Chanenko di Kiev: icone (1 valore) (12-7)
- 10° della Dichiarazione d'indipendenza (1 valore) (15-8)